# Dell City (Texas)
Dell City es una ciudad ubicada en el condado de Hudspeth en el estado estadounidense de Texas. En el Censo de 2010 tenía una población de 365 habitantes y una densidad poblacional de 84,54 personas por km².

## Geografía
Dell City se encuentra ubicada en las coordenadas 31°56′6″N 105°11′59″O / 31.93500, -105.19972. Según la Oficina del Censo de los Estados Unidos, Dell City tiene una superficie total de 4.32 km², de la cual 4.32 km² corresponden a tierra firme y (0%) 0 km² es agua.

## Demografía
Según el censo de 2010, había 365 personas residiendo en Dell City. La densidad de población era de 84,54 hab./km². De los 365 habitantes, Dell City estaba compuesto por el 73.42% blancos, el 4.38% eran afroamericanos, el 1.37% eran amerindios, el 0% eran asiáticos, el 0% eran isleños del Pacífico, el 16.71% eran de otras razas y el 4.11% pertenecían a dos o más razas. Del total de la población el 66.3% eran hispanos o latinos de cualquier raza.